# Митчелл Вербелл III
Митчелл Ливингстон Вербелл III (1918—1983) — американский наёмник, конструктор огнестрельного оружия, торговец оружием.

## Ранняя жизнь и служба в УСС
Вербелл родился в Филадельфии, в семье бывшего кавалерийского офицера Русской императорской армии. Журналистка Пенни Лерну описала Вербелла в своей книге 1984 года «Банки, которым мы доверяем» как «таинственного белого русского». В 1942 году Вербелл поступил на службу в Управление стратегических служб (УСС) и служил в Китае, Бирме и французском Индокитае. В качестве партизанского боевика во время Второй мировой войны он выполнял секретную миссию УСС под командованием Пола Хелливелла в Китае вместе с Э. Говард Хант, Люсьен Конейн, Джон К. Синглауб и Рэй Клайн. После Второй мировой войны Вербелл некоторое время работал директором по рекламе и связям с общественностью в Rich’s, универмаге в Атланте, штат Джорджия; через год он уволился, чтобы открыть собственную пиар-фирму.

## СИОНИКА
После того, как Вербелл закрыл свою пиар-фирму, занимавшуюся разработкой глушителей для огнестрельного оружия, он включил компанию SIONICS в разработку глушителей для винтовки M16. Название было аббревиатурой от «Studies In the Operational Negation of Insurgents и Counter-Subversion». С помощью компании SIONICS он разработал недорогой и эффективный глушитель для пулемётов.
В 1967 году он стал партнёром Гордона Б. Ингрэм, изобретателем пистолета-пулемёта MAC-10. Они добавили глушитель Вербелла к пулемёту Ингрэма и попытались продать его американским военным как «Шепчущий смерть» для использования во Вьетнамской войне. Вербеллу приписывают более 25 различных конструкций глушителей и «Предохранительный клапан Вербелла», механизм, разработанный для глушителей пулемётов.[5] Модульные конструкции Вербелла и использование экзотических материалов, таких как титан, в шумоглушителях влияют на их дизайн и по сей день.
Компания SIONICS была поглощена компанией Military Armament Corporation (MAC), позже названной Cobray, где в 1970-х годах Вербелл создал учебный центр по борьбе с терроризмом. Курсы длились 11 недель, и среди слушателей были военнослужащие, руководители высокого риска, агенты ЦРУ и частные лица. Вербелл одновременно управлял Defense Systems International, брокерской фирмой по продаже оружия.

## Вербелл как наёмник
В 1950-х годах Вербелл служил советником по безопасности доминиканского диктатора Рафаэля Трухильо и режима Батисты на Кубе.
Вербелл помог спланировать вторжение на Гаити кубинских и гаитянских эмигрантов против «Папы Дока» Франсуа Дювалье в 1966 году под названием «Проект Нассау» (но внутренне именуемый «Операция Стамбул»). Миссия, которая, согласно Федеральной комиссии связи (FCC) и Специальному подкомитету по расследованиям Комитета Палаты представителей по торговле, была финансово субсидирована и должна была сниматься CBS News, была прервана, когда участники были арестованы ФБР. Вербелл был освобожден без предъявления обвинений.
В 1972 году к Вербеллу обратилось Движение за независимость Абако (AIM) с островов Абако, региона Багамских островов, которые были обеспокоены направлением развития Багамских островов и рассматривали другие варианты, такие как независимость или сохранение отдельного государства Содружества под Короной в случае обретения Багамами независимости (что они и сделали в 1973 году). AIM финансировалась Фондом Феникса, группой, которая помогает создавать микроорганизации. Цель рухнула во внутренние пререкания, прежде чем переворот Вербелла мог быть осуществлен.
Согласно документам ЦРУ, опубликованным в 1993 году, в 1973 году Вербелла попросили помочь в государственном перевороте против Омара Торрихоса из Панамы. Вербелл запросил разрешение у ЦРУ, которое отрицало участие в переворотах. План не был реализован, хотя Торрихос погиб в авиакатастрофе пять лет спустя.
В интервью 1979 года 20/20 Вербелл утверждал, что Coca-Cola наняла его за 1 миллион долларов, чтобы предотвратить угрозы похищения аргентинских руководителей во время волны городских терактов в 1973 году. Позже Coca-Cola опровергла это утверждение.
В интервью 1981 года Вербелл признался, что собирается порвать с Лейбористской партией США, сотрудников службы безопасности которой он обучал в своем поместье в Паудер-Спрингс, штат Джорджия.[12]
Позже в жизни Вербелл утверждал, что он был отставным генерал-лейтенантом Королевской свободной афганской армии или иногда министром обороны Афганистана после поставок Афганистану крупных оружейных контрактов и обучения. Вербелл утверждал, что ему присвоили звание генерал-майора армии США, чтобы позволить ему свободно путешествовать по Юго-Восточной Азии во время войны во Вьетнаме, чтобы демонстрировать и продавать свои автоматы с глушителями и глушители звука. Это было подтверждено генерал-майором Джоном Синглаубом и подполковником Уильямом Мози.

##### Прочие подвиги
Вербелл и соратник Марио Сандовала Аларкона Леонель Сисниега Отеро спланировали государственный переворот в Гватемале, который провалился в 1982 году.
В 1988 году шериф Шерман Блок из Лос-Анджелеса объявил, что издатель Hustler Ларри Флинт в 1983 году выписал Вербеллу чек на 1 миллион долларов с целью убийства Хью Хефнера (основателя Playboy), Боба Гуччионе (основателя Penthouse), Уолтера Анненберга (владельца Triangle Publications) и Фрэнка Синатры. Лос-анджелесский телеканал KNBC продемонстрировал фотокопию чека. Вербелл умер в Лос-Анджелесе через месяц после получения чека.

##### Заявление о смерти и отравлении в зале суда
В 1989 году в деле об убийстве Роя Радина в «Коттон Клаб» Артур Майкл Паскаль, тогдашний владелец охранной фирмы в Беверли-Хиллз, показал, что свидетель обвинения Уильям Райдер, бывший шурин Флинта и частный агент службы безопасности, «рассказал ему об отравлении солдата удачи Митчелла Вербелла III в 1983 году, чтобы возглавить контртеррористическую школу Вербелла, расположенную в Атланте. Паскаль сказал, что Райдер и… Флинт подсыпал от четырёх до шести унций дигоксина, мощного сердечного релаксанта, в напиток Вербелла во время коктейльной вечеринки в особняке Флинта в Лос-Анджелесе. Вербелл, 65 лет, консультант Флинта по вопросам безопасности… скончался от сердечного приступа в медицинском центре Калифорнийского университета в Лос-Анджелесе несколько дней спустя». Флинт и его адвокат Алан Айзекман находились в Бангкоке и «недоступны для комментариев, по словам пресс-секретаря журнала Hustler». "Айзекман охарактеризовал более раннее заявление Райдера о контракте на убийство, оплаченном Флинтом, как «фантазию». Райдер прошёл тест на детекторе лжи на предмет «возможной причастности к убийствам», согласно показаниям в зале суда. Позже Паскалю было предъявлено обвинение в убийстве из-за записей, предоставленных Райдером следователям.

##### Дальнейшее чтение
- AP (Dec. 18, 1983). «Mitchell Livingston WerBell: Anti-Communist Arms Dealer.» New York Times. p. 52. Archived from the original.
- Eringer, Robert (1986). «Interview With the Antiterrorist.» Interview with Mitchell L. WerBell III. SAGA (magazine). pp. 6-9. Archived.

##### Внешние ссылки
- FBI files at Internet Archive released in response to FOIA requests and appeals on behalf of Alan Jules Weberman
- Biography at Spartacus Educational
- Cuban Exiles — Project Nassau documents
- Related newspaper article from MIT archives: Special Subcommittee on Investigations of the House Commerce Committee
- American Mercenaries: The True Story of Mitchell L. WerBell III